# Andrzej Szczepkowski (leśnik)
Andrzej Szczepkowski – polski leśnik, doktor habilitowany nauk rolniczych, adiunkt w Szkole Głównej Gospodarstwa Wiejskiego w Warszawie, specjalista od fitopatologii leśnej oraz mikologii leśnej.

## Kariera naukowa
W 1990 roku na Wydziale Leśnym Szkoły Głównej Gospodarstwa Wiejskiego w Warszawie uzyskał tytuł magistra inżyniera w zakresie leśnictwa. W 1991 roku został zatrudniony na tejże uczelni, a w 1999 roku na tym samym wydziale uzyskał stopień doktora nauk rolniczych w zakresie leśnictwa na podstawie rozprawy pt. Objawy i skutki zamierania buka (Fagus sylvatica L.) w Polsce, której promotorem był Andrzej Grzywacz. W 2012 roku ten sam wydział nadał mu stopień doktora habilitowanego nauk rolniczych w dyscyplinie leśnictwa na podstawie pracy pt. Zależności między stanem zdrowotnym buka zwyczajnego (Fagus sylvaticaL.) i dębu szypułkowego (Quercus roburL.) a wybranymi właściwościami ich drewna.